# Microcentrum bicentenarium
Microcentrum bicentenarium är en insektsart som först beskrevs av Piza Jr. 1968.  Microcentrum bicentenarium ingår i släktet Microcentrum och familjen vårtbitare. Inga underarter finns listade i Catalogue of Life.